# 泰德·史垂克蘭德

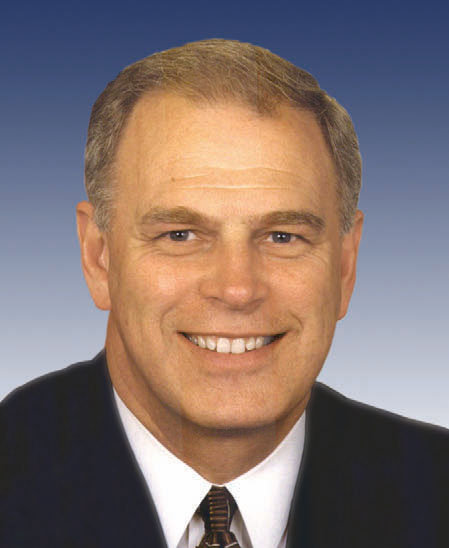

泰德·史垂克蘭德（Ted Strickland；1941年8月4日—）是美國的一位政治人物。

## 生平
在2007年至2011年期間，泰德·史垂克蘭德擔任第68任俄亥俄州州長職務。他的黨籍是民主黨。在成為俄亥俄州州長之前，泰德·史垂克蘭德曾在1993–1995年和1997–2007年擔任俄亥俄州第6選舉區美國眾議院眾議員。